# Antybalaka

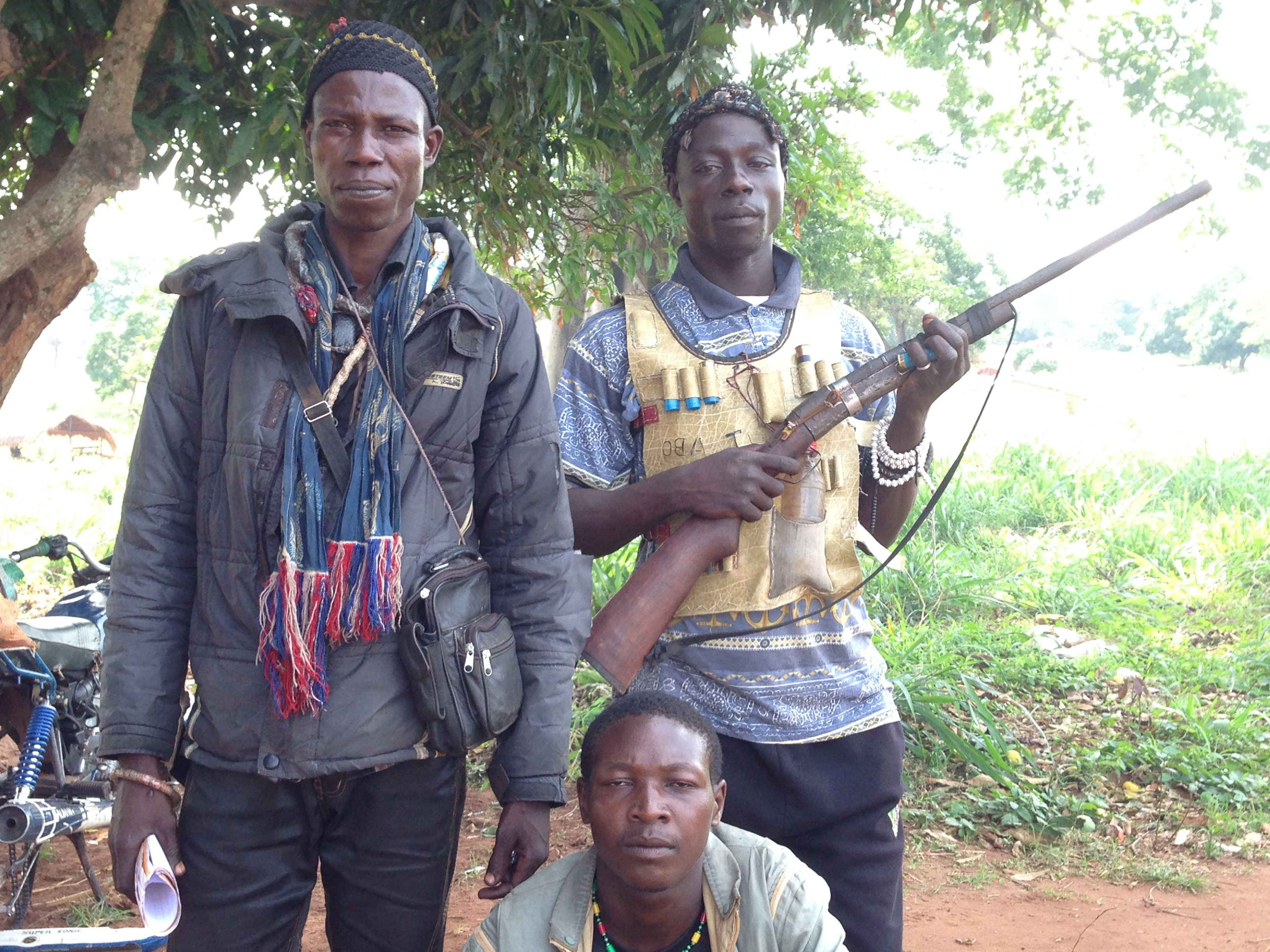
Członkowie Antybalaki

Antybalaka – chrześcijańskie jednostki milicji, powołane podczas wojny domowej w Republice Środkowoafrykańskiej za rządów Michela Djotodii, lidera muzułmańskiej koalicji Séléka, która zaprowadziła w 2013 w kraju anarchię i atakowała chrześcijan.
Balaka w lokalnym języku sango oznacza maczetę, broń używaną przez muzułmańskich bojowników. Antybalaka uaktywniła się po tym jak we wrześniu 2013 Djotodia nakazał rozwiązanie Séléki. Jednak ugrupowania wchodzące w skład koalicji nie podporządkowały się dekretowi. Efektem tego była spirala przemocy skierowana wobec chrześcijan, którzy zaczęli bronić wiosek dzięki ochotniczej milicji, która oprócz samoobrony urządzała także odwety na muzułmanach. Przykładowo 2 grudnia 2013 Antybalaka dokonała ataku na miasto Boali zamieszkiwane przez muzułmańskich Fulanów. Zginęło 12 osób, w tym także dzieci. Antybalaka odpowiedzialna jest też za porwania, palenie na stosie oraz zakopywanie żywcem kobiet oskarżonych o bycie czarownicami. 
W 2014 organizacja Amnesty International opublikowała opisy szeregu masakr popełnionych przez Antybalakę na cywilnej ludności wyznania muzułmańskiego odnotowane są też przypadki zmuszania muzułmanów do wyrzeczenia się wiary na rzecz Chrześcijaństwa pod groźbą śmierci. 13 kwietnia 2014 w samochodzie należącym do Antybalaki odkryto ciało zaginionej francuskiej dziennikarki Camille Lepage.